# Chalaenaria
Chalaenaria is een geslacht van kevers uit de familie bladkevers (Chrysomelidae).
De wetenschappelijke naam van het geslacht werd in 2003 gepubliceerd door Medvedev.

## Soorten
- Chalaenaria viridis Medvedev, 2003